# AgrarBündnis
Das im Jahr 1988 gegründete AgrarBündnis e. V. ist ein Zusammenschluss von Organisationen aus Landwirtschaft, Umwelt-, Natur- und Tierschutz sowie Verbraucher- und Entwicklungspolitik. Die Lobbyorganisation ist seit 1993 jährlich Herausgeber des agrarpolitischen Jahrbuchs Der kritische Agrarbericht.

## Zweck
Vereinszweck nach eigenen Angaben ist:
- der Erhalt und die Schaffung von vielfältigen Arbeitsplätzen in der Landwirtschaft, dem ländlichen Handwerk und dem ländlichen Gewerbe,
- die Erhaltung eines funktionsfähigen ländlichen Raumes und seiner bäuerlichen Struktur,
- die Erzeugung von gesunden und schmackhaften Lebensmitteln,
- eine umweltgerechte und tiergerechte landwirtschaftliche Produktion auf der gesamten landwirtschaftlichen Fläche,
- die gleichberechtigte Stellung der Frauen auf dem Land und besonders der Bäuerinnen,
- eine ausreichende Entlohnung der landwirtschaftlichen Arbeit durch angemessene Verkaufserlöse der Produkte,
- eine Umverteilung der Agrarausgaben zugunsten einer umweltverträglichen und tiergerechten bäuerlichen Produktion und Vermarktung,
- ein solidarisches Verhalten gegenüber den Menschen in der Dritten Welt.

## Mitglieder
- Agrar Koordination e.V.
- Arbeitsgemeinschaft bäuerliche Landwirtschaft e.V. (AbL)
- Arbeitsgemeinschaft Kritische Tiermedizin (AGKT)
- Biokreis e.V.
- Bioland e.V.
- Bund für Umwelt und Naturschutz Deutschland e.V. (BUND)
- Bundesarbeitsgemeinschaft Evangelische Jugend im ländlichen Raum (BAG ejl) e.V.
- Demeter e.V.
- Demeter im Norden – Bäuerliche Gesellschaft e.V.
- Deutscher Tierschutzbund e.V. (DTSchB)
- Evangelisches Bauernwerk in Württemberg e.V.
- Evangelische Jugend in ländlichen Räumen (ejl)
- Forum für internationale Agrarpolitik e.V.
- Forum Pro Schwarzwaldbauern e.V.
- Fördergemeinschaft organisch-biologischer Land- und Gartenbau Baden-Württemberg e.V. (FÖG)
- Gäa – Vereinigung ökologischer Landbau e.V.
- Germanwatch e.V.
- Katholische Landjugendbewegung Deutschlands e.V. (KLJB) (beratendes Mitglied)
- Logo e.V. – Landwirtschaft und Oekologisches Gleichgewicht mit Osteuropa
- Naturland e.V.
- Neuland e.V.
- Netzwerk Solidarische Landwirtschaft e.V.[4]
- PROVIEH Verein gegen tierquälerische Massentierhaltung e.V.
- Stiftung Europäisches Naturerbe
- Schweisfurth-Stiftung
- Slow Food Deutschland e.V.
- Stiftung Ökologie & Landbau (SÖL)
- Züchtervereinigung Schwäbisch-Hällisches Schwein e.V.

## Kritische Agrarberichte
- 2025: Wertschöpfung & Wertschätzung (Kritischer Agrarbericht 2025 (online))
- 2024: Tiere und die Transformation der Landwirtschaft (Kritischer Agrarbericht 2024 (online))
- 2023: Landwirtschaft & Ernährung für eine Welt im Umbruch (Kritischer Agrarbericht 2023 (online))
- 2022: Preis Werte Lebensmittel (Kritischer Agrarbericht 2022 (online))
- Frühere Berichte können unter Weblinks abgerufen werden.